# ألكيتاس الأول المقدوني
ألكيتاس الأول المقدوني (باليونانية القديمة:Ἀμύντας Aʹ ὁ Μακεδών) كان الملك الثامن لمملكة مقدونيا القديمة من بعد كارانوس بن تيمينوس والملك الخامس من بعد بيرديكاس الأول المقدوني خلف والده الملك أيروبوس الأول المقدوني على عرش مقدونيا وهو من السلالة الأرغية حكم من العام 568 قبل الميلاد إلى 540 قبل الميلاد خلفه في الملك ابنه أمينتاس الأول المقدوني.